# Arkitekturåret
Arkitekturåret var den svenska regeringens temaår 2001.
Det var det första temaåret som genomfördes av regeringen.[källa behövs]